# Mesanthura looensis
Mesanthura looensis là một loài chân đều trong họ Anthuridae. Loài này được Kensley & Schotte miêu tả khoa học năm 1987.